# Seikan-ji
Le Seikan-ji (清閑寺, Seikan-ji) est un temple bouddhiste situé dans l'arrondissement de Higashiyama-ku à Kyoto au Japon. Le Seikan-ji est un petit temple mortuaire pour la maison impériale. S'y trouvent les tombeaux officiels de l'empereur Rokujō et de l'empereur Takakura.

## Histoire
Le Sennyū-ji est fondé à l'époque de Heian.

### Seikan-ji no misasagi
L'empereur Rokujō est le premier à être consacré dans l'enceinte du Seikan-ji : Seikan-ji no misasagi (清閑寺陵).

### Nochi no Seikan-ji no misasagi
L'empereur Takakura est inhumé à Nochi no Seikan-ji no misasagi (後清閑寺陵).